# はけの森美術館
はけの森美術館（はけのもりびじゅつかん）は、東京都小金井市にある小金井市運営の美術館。財団法人中村研一記念美術館の寄贈を受け、2006（平成18）年4月に開館。

## 概要
市民参加・参画型の美術館、教育プログラムを充実させ、市民の芸術文化活動の拠り所となることを目的としている。基本コレクションとなる中村研一の作品を紹介する所蔵作品展のほか、美術館の企画による特別展を年間1～2回開催。

## 施設

### 展示施設
- 展示室1､2

### 旧中村研一邸
- 旧中村研一邸主屋[1]
  - 1959年（昭和34年）竣工[1]。設計者は佐藤秀三[1]。切妻造り二階建て[1]。2019年（平成31年）3月29日、国の登録有形文化財に登録された[2]。
  - 2006年10月3日に旧中村研一邸主屋を利用したカフェ「オーブンミトン」がオープンしていたが、2016年3月に閉店[3]。その後、喫茶棟「musashino はけの森カフェ」がオープンしていたが、新型コロナ禍で臨時休業し、そのまま2022年12月に退店した[4]。
- 旧中村研一邸茶室「花侵庵」[1]
  - 1960年（昭和35年）竣工[1]。設計者は佐藤秀三[1]。「花侵庵」は中村研一の命名によるとされる[1]。2019年（平成31年）3月29日、国の登録有形文化財に登録された[2]。
  - 施設老朽化のため2019年7月現在非公開[1]。

### 庭園
市内の南部を東西にのびる崖は武蔵野台地を古多摩川が削ったなごりで、「はけ」と呼ばれる崖のところどころから湧き水が流れ、美術館に入らなくても自由に散策可能。美術館前の「はけの小路」や併設の「美術の森」にある水源など、周辺では恵まれた自然を充分に満喫ができる。「はけの小路」の先をわずかに南下すると野川公園の一部に出る。
水路の風景は映画『借りぐらしのアリエッティ』で参考にされた。

## 交通
- 鉄道

最寄駅JR中央線武蔵小金井駅　南口より徒歩約15分、はけの道沿い市立第二中学校近く
- バス

武蔵小金井駅南口発CoCoバス ミニ野川・七軒家循環「はけの森美術館」下車徒歩1分
武蔵小金井駅南口発京王バス 武蔵境駅南口行き「中山谷」
西武多摩川線新小金井駅発CoCoバス　中町循環「美術館入口」「中山谷」下車徒歩1分（美術の森北門より）
京王線府中駅・調布駅発　京王バス武蔵小金井駅行き「前原坂」　下車徒歩10分